# Cerovec (Dolenjske Toplice, Slovenija)
Cerovec je naselje u slovenskoj Općini Dolenjskim Topllicama. Cerovec se nalazi u pokrajini Dolenjskoj i statističkoj regiji Jugoistočnoj Sloveniji. 

## Stanovništvo
Prema popisu stanovništva iz 2002. godine naselje je imalo 19 stanovnika.